# Campeonato Nacional 2018 Fútbol Femenino (Chile)
El Campeonato Nacional de la Primera División de Fútbol Femenino 2018 fue el decimoctavo torneo de la Primera División de fútbol femenino de Chile, en su categoría adulta. El inicio del torneo fue fijado para el día 12 de mayo (Zona Centro), y el cierre, para el día 15 de diciembre. La organización del torneo está a cargo de la ANFP. Este torneo será de formato anual, debido a la participación de la Selección Chilena Femenina en la Copa América Femenina desarrollada en el país, durante el mes de abril.

## Sistema de Campeonato

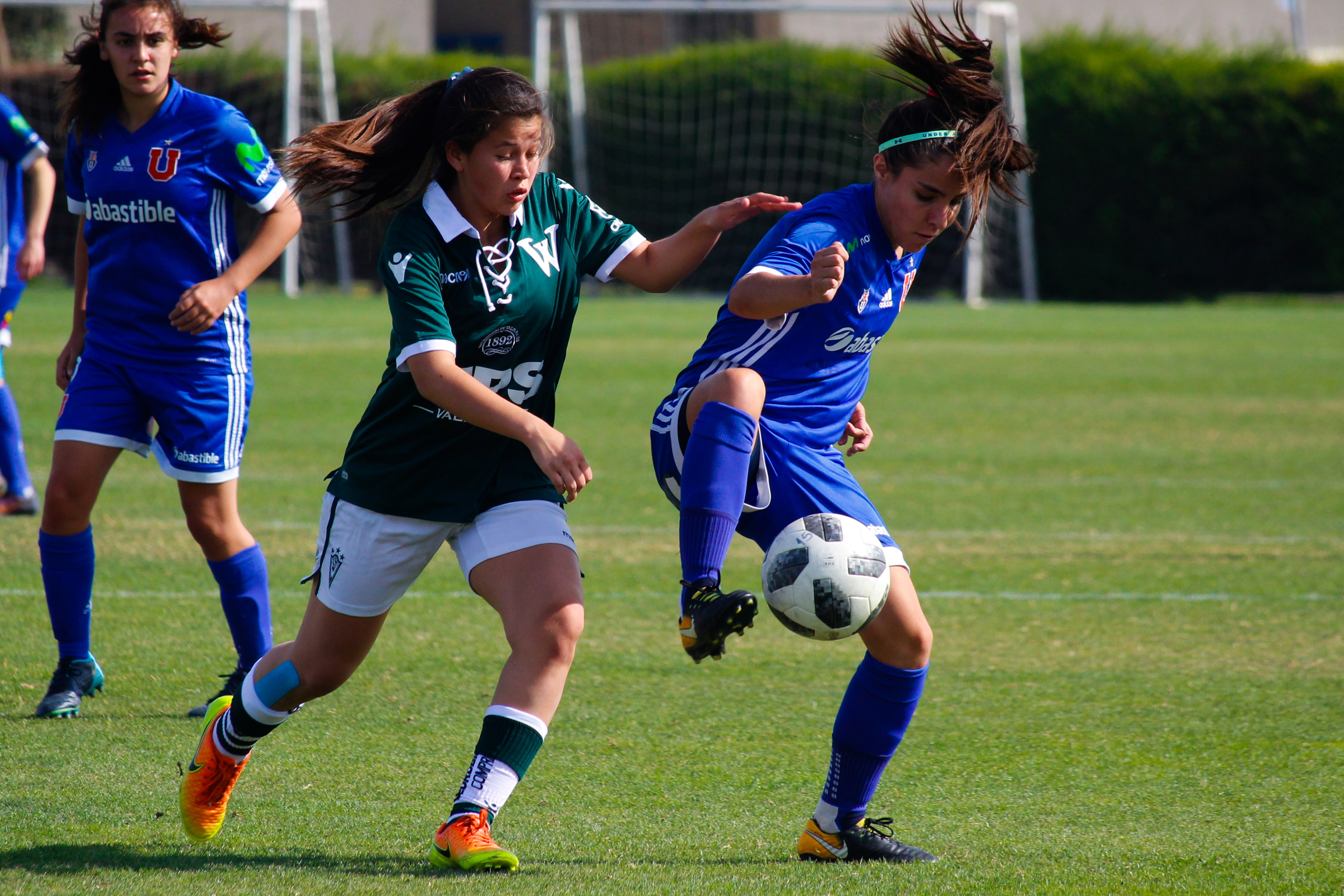
Universidad de Chile y Santiago Wanderers durante la primera fecha de Campeonato Nacional Femenino 2018.

### Fase Zonal
En esta Fase, los clubes se dividirán en 3 Grupos, separados por orden geográfico (5 clubes en la Zona Norte; 12 clubes en la Zona Centro, y 9 clubes en la Zona Sur). Clasificarán a los cuartos de final, 1 club del Norte, 4 clubes del Centro, y 3 de la Zona Sur.
El orden de clasificación de los equipos, se determinará en una tabla de cómputo general, de la siguiente manera:
1) Mayor cantidad de puntos. En caso de igualdad: 

2) Mayor diferencia de goles a favor. En caso de igualdad: 

3) Mayor cantidad de goles convertidos. En caso de igualdad: 

4) Mayor cantidad de goles de visita marcados. En caso de igualdad: 

5) Menor cantidad de tarjetas rojas recibidas. En caso de igualdad: 

6) Menor cantidad de tarjetas amarillas recibidas. En caso de igualdad: 

7) Sorteo.

### Play-Offs
A esta instancia clasifican: 1 club de la Zona Norte, 4 clubes de la Zona Centro, y 3 de la Zona Sur. Se realizarán Play-Offs desde los cuartos de final en adelante.
El equipo que gane la final se proclamará Campeón del Torneo 2018, y accederá a la Copa Libertadores Femenina 2019.

## Incorporaciones y retiros
|  | Incorporados a Primera División |
|  | ------------------------------- |
|  | San Luis                        |

|  | Retirados |
|  | --------- |
|  | No hubo   |

## Equipos participantes

### Equipos por región
| Equipo                       | Región             | Comuna o ciudad        |
| ---------------------------- | ------------------ | ---------------------- |
| San Marcos de Arica          | Arica y Parinacota | Arica                  |
| Colegio Deportivo Iquique    | Tarapacá           | Iquique                |
| Deportes Antofagasta         | Antofagasta        | Antofagasta            |
| Deportes Tocopilla           | Antofagasta        | Tocopilla              |
| Deportes Copiapó             | Atacama            | Copiapó                |
| Deportes La Serena           | Coquimbo           | La Serena              |
| Everton                      | Valparaíso         | Viña del Mar           |
| San Luis                     | Valparaíso         | Quillota               |
| Santiago Wanderers           | Valparaíso         | Valparaíso             |
| Unión La Calera              | Valparaíso         | Calera                 |
| Audax Italiano               | Metropolitana      | Santiago (La Florida)  |
| Boston College               | Metropolitana      | Santiago (Maipú)       |
| Colo-Colo                    | Metropolitana      | Santiago (Macul)       |
| Palestino                    | Metropolitana      | Santiago (La Cisterna) |
| Santiago Morning             | Metropolitana      | Santiago (Recoleta)    |
| Universidad Católica         | Metropolitana      | Santiago (Las Condes)  |
| Universidad de Chile         | Metropolitana      | Santiago (Nuñoa)       |
| Cobresal                     | O'Higgins          | El Salvador            |
| Curicó Unido                 | Maule              | Curicó                 |
| Rangers                      | Maule              | Talca                  |
| Fernández Vial               | Biobío             | Concepción             |
| Universidad de Concepción    | Biobío             | Concepción             |
| Deportes Temuco              | Araucanía          | Temuco                 |
| Magallanes                   | Araucanía          | Temuco                 |
| Universidad Austral de Chile | Los Ríos           | Valdivia               |
| Deportes Puerto Montt        | Los Lagos          | Puerto Montt           |

| Audax Italiano Universidad de Chile Colo-Colo Universidad Católica Palestino Santiago Morning Boston College |

## Datos
| Equipo                    | Ciudad                 | Entrenador          | Estadio                                          |
| ------------------------- | ---------------------- | ------------------- | ------------------------------------------------ |
| Audax Italiano            | Santiago (La Florida)  | Christian Branc     | Bicentenario de La Florida                       |
| Boston College            | Santiago (Maipú)       | Mario Rivera        | Santiago Bueras                                  |
| Cobresal                  | Pichidegua             | Claudio Fuentes     | Municipal de Las Cabras                          |
| Colo-Colo                 | Santiago (Macul)       | Carlos Véliz        | Monumental                                       |
| Curicó Unido              | Curicó                 | Alejandro Maureira  | Complejo Deportivo Curicó Unido                  |
| Deportes Antofagasta      | Antofagasta            | Quemel Farías       | Regional Calvo y Bascuñán                        |
| Deportes Copiapó          | Copiapó                | Bryan Alfaro        | La Caldera                                       |
| Colegio Deportivo Iquique | Iquique                |                     | Cancha Raúl Duarte                               |
| Deportes La Serena        | La Serena              | Pablo Guerra        | Complejo La Alpina                               |
| Deportes Puerto Montt     | Puerto Montt           | Felipe Andrade      | Chinquihue                                       |
| Deportes Temuco           | Temuco                 | Carlos Poblete      | Complejo M11                                     |
| Deportes Tocopilla        | Tocopilla              | Jimmy Toledo        | Municipal Ascanio Cortés                         |
| Everton                   | Viña del Mar           | Mario Vera          | Centro Deportivo Everton                         |
| Fernández Vial            | Concepción             | José Luis Espinoza  | Municipal de San Pedro de La Paz                 |
| Magallanes                | Temuco                 | Cristián Figueroa   |                                                  |
| Palestino                 | Santiago (La Cisterna) | Claudio Quintiliani | Los Nogales                                      |
| Rangers                   | Talca                  | Luis Rojas          | Municipal de Villa Alegre                        |
| San Luis                  | Quillota               | Javiera Faúndez     | Lucio Fariña Fernández                           |
| San Marcos de Arica       | Arica                  | Raúl Figueroa       | Carlos Dittborn                                  |
| Santiago Morning          | Santiago (Peñalolén)   | Paula Navarro       | Municipal de Peñalolén                           |
| Santiago Wanderers        | Valparaíso             | Jaime Zapata        | Cancha Universidad Viña del Mar (Sede Rodelillo) |
| Unión La Calera           | La Calera              | Aldo Chanampa       | Municipal de Pueblo Artificio                    |
| Universidad Austral       | Valdivia               | José Aguilar        | Parque Municipal                                 |
| Universidad Católica      | Santiago (Las Condes)  | Ronnie Radonich     | San Carlos de Apoquindo                          |
| Universidad de Chile      | Santiago (Ñuñoa)       | Andrés Aguayo       | Centro Deportivo Azul                            |
| Universidad de Concepción | Concepción             | Nilson Concha       | Aníbal Pinto                                     |

## Campeonato Categoría Sub-17
Este año la categoría sub-17 cobra más relevancia en la categoría adulta, pues a fin de año, ambas categorías serán revisadas para determinar quienes conformarán la Primera División y Segunda División para el año 2019.

## Fase Zonal
En esta fase, los 26 clubes se ordenan de forma geográfica, con 5 clubes en la Zona Norte, 12 en la Zona Centro y 9 en la Zona Sur. A play-offs avanzará 1 club de la Zona Norte, 4 de la Zona Centro y 3 de la Zona Sur.

### Zona Norte

#### Tabla de posiciones
|    | Equipo                    | PTS | PJ | PG | PE | PP | GF | GC | DG  |
| -- | ------------------------- | --- | -- | -- | -- | -- | -- | -- | --- |
| 1. | Colegio Deportivo Iquique | 22  | 8  | 7  | 1  | 0  | 52 | 11 | +41 |
| 2. | Deportes Antofagasta      | 16  | 8  | 5  | 1  | 2  | 59 | 14 | +45 |
| 3. | San Marcos de Arica       | 13  | 8  | 4  | 1  | 3  | 30 | 24 | +6  |
| 4. | Deportes Copiapó          | 4   | 8  | 1  | 1  | 6  | 16 | 31 | -15 |
| 5. | Deportes Tocopilla        | 3   | 8  | 1  | 0  | 7  | 5  | 82 | -77 |

     Clasificado a Play-Offs.

#### Resultados
| San Marcos de Arica              | 4 - 1  | Deportes Copiapó     | Cancha San Martín Cerro La Cruz | 23 de junio | 14:00 |
| Deportes Tocopilla               | 0 - 14 | Deportes Antofagasta | Municipal Ascanio Cortés        | 23 de junio | 14:00 |
| Libre: Colegio Deportivo Iquique |        |                      |                                 |             |       |

| Colegio Deportivo Iquique   | 4 - 3 | San Marcos de Arica | Cancha Raúl Duarte | 30 de junio | 14:00 |
| Deportes Copiapó            | 8 - 0 | Deportes Tocopilla  | La Caldera         | 30 de junio | 15:00 |
| Libre: Deportes Antofagasta |       |                     |                    |             |       |

| Deportes Tocopilla         | 1 - 15 | Colegio Deportivo Iquique | Municipal de Tocopilla      | 7 de julio | 14:00 |
| Deportes Antofagasta       | 5 - 2  | Deportes Copiapó          | Calvo y Bascuñán - Cancha 3 | 7 de julio | 16:00 |
| Libre: San Marcos de Arica |        |                           |                             |            |       |

| Colegio Deportivo Iquique | 3 - 1 | Deportes Antofagasta | Cancha Raúl Duarte              | 14 de julio | 14:00 |
| San Marcos de Arica       | 7 - 1 | Deportes Tocopilla   | Cancha San Martín Cerro La Cruz | 28 de julio | 14:00 |
| Libre: Deportes Copiapó   |       |                      |                                 |             |       |

| Deportes Copiapó          | 0 - 6 | Colegio Deportivo Iquique | La Caldera                  | 21 de julio | 10:00 |
| Deportes Antofagasta      | 9 - 3 | San Marcos de Arica       | Calvo y Bascuñán - Cancha 3 | 21 de julio | 15:00 |
| Libre: Deportes Tocopilla |       |                           |                             |             |       |

| Deportes Copiapó                 | 2 - 2  | San Marcos de Arica | La Caldera                  | 6 de octubre | 15:00 |
| Deportes Antofagasta'            | 20 - 0 | Deportes Tocopilla  | Calvo y Bascuñán - Cancha 3 | 6 de octubre | 15:00 |
| Libre: Colegio Deportivo Iquique |        |                     |                             |              |       |

| Deportes Tocopilla          | 3 - 1 | Deportes Copiapó          | Municipal Ascanio Cortés | 13 de octubre | 16:00 |
| San Marcos de Arica         | 2 - 4 | Colegio Deportivo Iquique | Canadela                 | 13 de octubre | 16:00 |
| Libre: Deportes Antofagasta |       |                           |                          |               |       |

| Colegio Deportivo Iquique  | 12 - 0 | Deportes Tocopilla   | Cancha Raúl Duarte | 20 de octubre | 15:30 |
| Deportes Copiapó           | 0 - 5  | Deportes Antofagasta | La Caldera         | 20 de octubre | 15:00 |
| Libre: San Marcos de Arica |        |                      |                    |               |       |

| Deportes Antofagasta    | 2 - 2 | Colegio Deportivo Iquique | Calvo y Bascuñán       | 27 de octubre | 11:00 |
| Deportes Tocopilla      | 0 - 5 | San Marcos de Arica       | Municipal de Tocopilla | 27 de octubre | 15:00 |
| Libre: Deportes Copiapó |       |                           |                        |               |       |

| San Marcos de Arica       | 4 - 3 | Deportes Antofagasta |  | 3 de noviembre |  |
| Colegio Deportivo Iquique | 6 - 2 | Deportes Copiapó     |  | 3 de noviembre |  |
| Libre: Deportes Tocopilla |       |                      |  |                |  |

### Zona Centro

#### Tabla de posiciones
|     | Equipo               | PTS | PJ | PG | PE | PP | GF  | GC  | DG   |
| --- | -------------------- | --- | -- | -- | -- | -- | --- | --- | ---- |
| 1.  | Colo-Colo            | 61  | 22 | 20 | 1  | 1  | 123 | 16  | +107 |
| 2.  | Palestino            | 55  | 22 | 18 | 1  | 3  | 115 | 29  | +86  |
| 3.  | Santiago Morning     | 52  | 22 | 17 | 1  | 4  | 112 | 25  | +87  |
| 4.  | Universidad de Chile | 46  | 22 | 15 | 1  | 6  | 83  | 28  | +55  |
| 5.  | Audax Italiano       | 36  | 22 | 11 | 3  | 8  | 40  | 32  | +8   |
| 6.  | Everton              | 36  | 22 | 12 | 0  | 10 | 45  | 49  | -4   |
| 7.  | Universidad Católica | 25  | 22 | 8  | 1  | 13 | 20  | 40  | -20  |
| 8.  | Deportes La Serena   | 22  | 22 | 7  | 1  | 14 | 48  | 59  | -11  |
| 9.  | Santiago Wanderers   | 20  | 22 | 5  | 5  | 12 | 35  | 53  | -18  |
| 10. | Boston College       | 19  | 22 | 6  | 1  | 15 | 28  | 83  | -55  |
| 11. | Unión La Calera      | 14  | 22 | 4  | 2  | 16 | 25  | 97  | -72  |
| 12. | San Luis de Quillota | 1   | 22 | 0  | 1  | 21 | 12  | 175 | -163 |

     Clasificados a Play-Offs.

#### Resultados
| Palestino            | 2 - 3  | Santiago Morning     | Arturo Rojas               | 12 de mayo | 11:00 |
| Universidad de Chile | 1 - 1  | Santiago Wanderers   | Centro Deportivo Azul      | 12 de mayo | 14:00 |
| Colo-Colo            | 26 - 0 | San Luis             | Monumental, cancha 2       | 12 de mayo | 14:30 |
| Deportes La Serena   | 9 - 2  | Boston College       | Complejo La Alpina         | 13 de mayo | 10:00 |
| Unión La Calera      | 1 - 2  | Universidad Católica | Escuela Militar Rondizzoni | 13 de mayo | 10:00 |
| Audax Italiano       | 1 - 0  | Everton              | Ciudad de Campeones        | 13 de mayo | 11:00 |

| Universidad Católica | 0 - 5 | Colo-Colo            | San Carlos - Cancha 2       | 19 de mayo | 14:30 |
| San Luis             | 1 - 9 | Universidad de Chile | Complejo ESBO               | 20 de mayo | 10:00 |
| Deportes La Serena   | 5 - 2 | Unión La Calera      | Complejo La Alpina          | 20 de mayo | 10:00 |
| Boston College       | 1 - 4 | Everton              | Santiago Bueras             | 20 de mayo | 11:00 |
| Santiago Wanderers   | 2 - 7 | Palestino            | Cancha UVM - Sede Rodelillo | 20 de mayo | 11:00 |
| Santiago Morning     | 4 - 0 | Audax Italiano       | Municipal de Peñalolén      | 20 de mayo | 15:00 |

| Palestino            | 13 - 0 | San Luis             | Arturo Rojas                      | 26 de mayo  | 10:30 |
| Universidad de Chile | 5 - 0  | Universidad Católica | Centro Deportivo Azul             | 26 de mayo  | 13:30 |
| Unión La Calera      | 4 - 1  | Boston College       | Militar                           | 27 de mayo  | 10:00 |
| Audax Italiano       | 3 - 0  | Santiago Wanderers   | Ciudad de Campeones               | 27 de mayo  | 11:00 |
| Everton              | 0 - 4  | Santiago Morning     | Complejo Funcionarios Municipales | 27 de mayo  | 11:00 |
| Colo-Colo            | 5 - 0  | Deportes La Serena   | Monumental, cancha 2              | 27 de julio | 18:00 |

| Deportes La Serena   | 0 - 2  | Universidad de Chile | Complejo La Alpina          | 2 de junio  | 14:00 |
| Universidad Católica | 0 - 4  | Palestino            | San Carlos - Cancha 2       | 2 de junio  | 15:00 |
| San Luis             | 3 - 3  | Audax Italiano       | Complejo ESBO               | 3 de junio  | 10:30 |
| Boston College       | 0 - 6  | Santiago Morning     | Santiago Bueras             | 3 de junio  | 11:00 |
| Santiago Wanderers   | 1 - 2  | Everton              | Cancha UVM - Sede Rodelillo | 3 de junio  | 11:00 |
| Unión La Calera      | 1 - 12 | Colo-Colo            | Complejo Honorino Landa     | 27 de junio | 18:00 |

| Palestino            | 4 - 3 | Deportes La Serena   | Arturo Rojas             | 9 de junio  | 10:30 |
| Universidad de Chile | 9 - 1 | Unión La Calera      | Centro Deportivo Azul    | 9 de junio  | 13:30 |
| Audax Italiano       | 3 - 0 | Universidad Católica | Bicentenario La Florida  | 10 de junio | 12:30 |
| Colo-Colo            | 7 - 1 | Boston College       | Monumental, cancha 2     | 10 de junio | 13:00 |
| Santiago Morning     | 5 - 1 | Santiago Wanderers   | Municipal de Peñalolén   | 10 de junio | 13:00 |
| Everton              | 3 - 0 | San Luis             | Centro Deportivo Everton | 20 de junio | 13:00 |

| Universidad Católica | 0 - 1  | Everton              | San Carlos - Cancha 2 | 16 de junio | 14:30 |
| Deportes La Serena   | 0 - 1  | Audax Italiano       | Complejo La Alpina    | 17 de junio | 10:00 |
| Unión La Calera      | 0 - 5  | Palestino            | Estadio Militar       | 17 de junio | 10:00 |
| Boston College       | 1 - 2  | Santiago Wanderers   | Santiago Bueras       | 17 de junio | 11:00 |
| San Luis             | 0 - 10 | Santiago Morning     | Complejo ESBO         | 17 de junio | 11:00 |
| Colo-Colo            | 5 - 2  | Universidad de Chile | Monumental - Cancha 2 | 17 de junio | 13:00 |

| Palestino            | 1 - 3 | Colo-Colo            | Arturo Rojas                      | 23 de junio | 10:30 |
| Universidad de Chile | 4 - 0 | Boston College       | Centro Deportivo Azul             | 23 de junio | 10:30 |
| Everton              | 1 - 0 | Deportes La Serena   | Complejo Funcionarios Municipales | 24 de junio | 10:00 |
| Santiago Morning     | 5 - 1 | Universidad Católica | Municipal de Peñalolén            | 24 de junio | 13:00 |
| Santiago Wanderers   | 4 - 2 | San Luis             | Complejo Deportivo Mantagua       | 24 de junio | 13:00 |
| Audax Italiano       | 2 - 0 | Unión La Calera      | Bicentenario La Florida           | 24 de junio | 15:00 |

| Universidad Católica | 2 - 0 | Santiago Wanderers | San Carlos - Cancha 2 | 30 de junio | 11:00 |
| Deportes La Serena   | 2 - 6 | Santiago Morning   | La Portada            | 30 de junio | 13:00 |
| Universidad de Chile | 3 - 4 | Palestino          | Centro Deportivo Azul | 30 de junio | 13:00 |
| Boston College       | 3 - 0 | San Luis           | Santiago Bueras       | 1 de julio  | 11:00 |
| Unión La Calera      | 0 - 5 | Everton            | Militar               | 1 de julio  | 11:00 |
| Colo-Colo            | 3 - 1 | Audax Italiano     | Monumental - Cancha 2 | 1 de julio  | 14:00 |

| Palestino          | 9 - 1 | Boston College       | Los Nogales                 | 7 de julio  | 10:30 |
| Everton            | 2 - 3 | Colo-Colo            | Centro Deportivo Everton    | 7 de julio  | 15:30 |
| Audax Italiano     | 0 - 4 | Universidad de Chile | Municipal de La Florida     | 8 de julio  | 09:30 |
| Santiago Morning   | 8 - 2 | Unión La Calera      | Municipal de Peñalolén      | 8 de julio  | 13:00 |
| San Luis           | 0 - 4 | Universidad Católica | Complejo Club San Luis      | 28 de julio | 14:00 |
| Santiago Wanderers | 4 - 0 | Deportes La Serena   | Complejo Deportivo Mantagua | 29 de julio | 11:00 |

| Colo-Colo            | 1 - 2 | Santiago Morning     | Monumental - Cancha 2 | 14 de julio | 10:00 |
| Universidad de Chile | 8 - 0 | Everton              | Centro Deportivo Azul | 14 de julio | 11:00 |
| Deportes La Serena   | 8 - 0 | San Luis             | Complejo Los Llanos   | 15 de julio | 09:00 |
| Palestino            | 3 - 0 | Audax Italiano       | Los Nogales           | 16 de julio | 10:00 |
| Boston College       | 1 - 0 | Universidad Católica | Santiago Bueras       | 16 de julio | 11:00 |
| Unión La Calera      | 2 - 2 | Santiago Wanderers   | Complejo Quilín       | 18 de julio | 18:00 |

| Universidad Católica | 0 - 1 | Deportes La Serena   | San Carlos - Cancha 3                            | 21 de julio  | 10:00 |
| Santiago Wanderers   | 0 - 3 | Colo-Colo            | Complejo Deportivo Mantagua                      | 21 de julio  | 11:00 |
| San Luis             | 0 - 2 | Unión La Calera      | Complejo Club San Luis                           | 21 de julio  | 14:00 |
| Santiago Morning     | 3 - 1 | Universidad de Chile | Municipal de Peñalolén                           | 22 de julio  | 13:00 |
| Audax Italiano       | 1 - 0 | Boston College       | Bicentenario La Florida                          | 12 de agosto | 10:30 |
| Everton              | 0 - 5 | Palestino            | Complejo Funcionarios Municipales de Reñaca Alto | 12 de agosto | 11:00 |

| Universidad Católica | 2 - 0  | Unión La Calera      | San Carlos - Cancha 2       | 18 de agosto | 15:00 |
| Boston College       | 4 - 4  | Deportes La Serena   | Santiago Bueras             | 19 de agosto | 10:00 |
| San Luis             | 0 - 12 | Colo-Colo            | Complejo Club San Luis      | 19 de agosto | 11:00 |
| Santiago Wanderers   | 1 - 2  | Universidad de Chile | Complejo Deportivo Mantagua | 19 de agosto | 11:00 |
| Santiago Morning     | 1 - 3  | Palestino            | Municipal de Peñalolén      | 19 de agosto | 13:30 |
| Everton              | 3 - 2  | Audax Italiano       | Centro Deportivo Everton    | 19 de agosto | 15:30 |

| Palestino            | 4 - 3 | Santiago Wanderers   | Los Nogales                          | 25 de agosto | 10:30 |
| Audax Italiano       | 0 - 0 | Santiago Morning     | Ciudad Deportiva Club Audax Italiano | 26 de agosto | 10:30 |
| Unión La Calera      | 0 - 3 | Deportes La Serena   | Estadio Militar                      | 26 de agosto | 11:00 |
| Universidad de Chile | 6 - 0 | San Luis             | Centro Deportivo Azul                | 26 de agosto | 11:00 |
| Everton              | 0 - 1 | Boston College       | Centro Deportivo Everton             | 26 de agosto | 14:00 |
| Colo-Colo            | 2 - 0 | Universidad Católica | Monumental - Cancha 2                | 26 de agosto | 15:00 |

| Deportes La Serena   | 1 - 6 | Colo-Colo            | Complejo La Alpina           | 1 de septiembre | 10:00 |
| San Luis             | 1 - 4 | Palestino            | Complejo Club San Luis       | 1 de septiembre | 14:00 |
| Universidad Católica | 1 - 4 | Universidad de Chile | San Carlos - Cancha 2        | 2 de septiembre | 10:00 |
| Santiago Wanderers   | 1 - 1 | Audax Italiano       | Complejo Deportivo Mantagua  | 2 de septiembre | 11:00 |
| Boston College       | 2 - 0 | Unión La Calera      | Florida Loma Blanca de Maipú | 2 de septiembre | 11:00 |
| Santiago Morning     | 4 - 2 | Everton              | Municipal de Peñalolén       | 2 de septiembre | 12:30 |

| Palestino            | 4 - 0  | Universidad Católica | Los Nogales                | 8 de septiembre | 10:30 |
| Universidad de Chile | 2 - 0  | Deportes La Serena   | Centro Deportivo Azul      | 9 de septiembre | 10:00 |
| Audax Italiano       | 10 - 0 | San Luis             | Bicentenario de La Florida | 9 de septiembre | 10.00 |
| Santiago Morning     | 8 - 2  | Boston College       | Municipal de Peñalolen     | 9 de septiembre | 13:00 |
| Everton              | 1 - 0  | Santiago Wanderers   | Centro Deportivo Everton   | 9 de septiembre | 14:00 |
| Colo-Colo            | 7 - 1  | Unión La Calera      | Monumental - Cancha 2      | 9 de septiembre | 15:00 |

| Universidad Católica | 0 - 2  | Audax Italiano       | San Carlos - Cancha 2        | 15 de septiembre |       |
| Santiago Wanderers   | 0 - 7  | Santiago Morning     | Complejo Deportivo Mantagua  | 16 de septiembre |       |
| Deportes La Serena   | 1 - 7  | Palestino            | Complejo La Alpina           | 22 de septiembre | 10:00 |
| San Luis             | 0 - 12 | Everton              | Complejo San Luis            | 23 de septiembre | 10:00 |
| Unión La Calera      | 1 - 9  | Universidad de Chile | Militar                      | 23 de septiembre | 10:00 |
| Boston College       | 0 - 5  | Colo-Colo            | Florida Loma Blanca de Maipú | 23 de septiembre | 11:00 |

| Palestino            | 9 - 1  | Unión La Calera      | Los Nogales                 | 29 de septiembre | 10:30 |
| Audax Italiano       | 2 - 0  | Deportes La Serena   | Bicentenario de La Florida  | 30 de septiembre | 10:30 |
| Santiago Wanderers   | 2 - 1  | Boston College       | Complejo Deportivo Mantagua | 30 de septiembre | 11:00 |
| Santiago Morning     | 23 - 0 | San Luis             | Municipal de Peñalolen      | 30 de septiembre | 13:00 |
| Everton              | 1 - 0  | Universidad Católica | Complejo Deportivo Everton  | 30 de septiembre | 15.00 |
| Universidad de Chile | 0 - 3  | Colo-Colo            | Sausalito                   | 6 de octubre     |       |

| Universidad Católica | 1 - 0 | Santiago Morning     | San Carlos - Cancha 2     | 6 de octubre  | 15:00 |  |
| Colo-Colo            | 2 - 2 | Palestino            |                           | 6 de octubre  |       |  |
| San Luis             | 1 - 9 | Santiago Wanderers   | Bicentenario Lucio Fariña | 6 de octubre  | 15:30 |  |
| Deportes La Serena   | 0 - 1 | Everton              | Complejo La Alpina        | 7 de octubre  | 10:00 |  |
| Unión La Calera      | 2 - 1 | Audax Italiano       | Estadio Militar           | 7 de octubre  | 10:00 |  |
| Boston College       | 0 - 4 | Universidad de Chile |                           | 10 de octubre |       |  |

| San Luis           | 1 - 3 | Boston College       | Bicentenario Lucio Fariña  | 14 de octubre |       |
| Santiago Wanderers | 0 - 0 | Universidad Católica | Complejo Mantagua          | 14 de octubre |       |
| Santiago Morning   | 6 - 1 | Deportes La Serena   | Municipal de Peñalolen     | 14 de octubre |       |
| Everton            | 6 - 2 | Unión La Calera      | Complejo Deportivo Everton | 14 de octubre |       |
| Audax Italiano     | 0 - 4 | Colo-Colo            | Bicentenario de La Florida | 14 de octubre |       |
| Palestino          | 4 - 1 | Universidad de Chile | Los Nogales                | 23 de octubre | 19:00 |

| Deportes La Serena   | 5 - 1  | Santiago Wanderers | Complejo La Alpina      | 20 de octubre | 15:00 |
| Universidad de Chile | 0 - 2  | Audax Italiano     | Complejo Deportivo Azul | 20 de octubre | 15:30 |
| Universidad Católica | 4 - 0  | San Luis           | San Carlos - Cancha 2   | 21 de octubre | 11:00 |
| Unión La Calera      | 0 - 5  | Santiago Morning   | Parque Mahuida          | 21 de octubre | 13:10 |
| Boston College       | 0 - 10 | Palestino          | Good Year               | 21 de octubre | 16:00 |
| Colo-Colo            | 4 - 1  | Everton            | Monumental-Cancha 2     | 23 de octubre | 12:00 |

| Universidad Católica | 2 - 1 | Boston College       | San Carlos - Cancha 2           | 28 de octubre | 10:00 |
| San Luis             | 2 - 5 | Deportes La Serena   | Complejo Deportivo San Luis     | 28 de octubre | 10:00 |
| Audax Italiano       | 4 - 2 | Palestino            | Ciudad Deportiva Audax Italiano | 28 de octubre | 10:30 |
| Santiago Wanderers   | 1 - 1 | Unión La Calera      | Complejo Deportivo Mantagua     | 28 de octubre | 11:00 |
| Everton              | 0 -4  | Universidad de Chile | Centro Deportivo Everton        | 28 de octubre | 11:00 |
| Santiago Morning     | 1 - 3 | Colo-Colo            | Municipal de Peñalolen          | 28 de octubre | 16:00 |

| Deportes La Serena   | 0 - 1 | Universidad Católica | Complejo La Alpina | 1 de noviembre | 10:00 |
| Boston College       | 3 - 1 | Audax Italiano       |                    | 3 de noviembre |       |
| Palestino            | 9 - 0 | Everton              |                    | 3 de noviembre |       |
| Universidad de Chile | 3 - 1 | Santiago Morning     |                    | 3 de noviembre |       |
| Colo-Colo            | 2 - 0 | Santiago Wanderers   |                    | 3 de noviembre |       |
| Unión La Calera      | 2 - 1 | San Luis             |                    | 3 de noviembre |       |

### Zona Sur

#### Tabla de posiciones
|    | Equipo                       | PTS | PJ | PG | PE | PP | GF | GC | DG  |
| -- | ---------------------------- | --- | -- | -- | -- | -- | -- | -- | --- |
| 1. | Deportes Temuco              | 38  | 16 | 12 | 2  | 2  | 59 | 11 | +38 |
| 2. | Universidad de Concepción    | 33  | 16 | 10 | 3  | 3  | 35 | 16 | +19 |
| 3. | Fernández Vial               | 32  | 14 | 10 | 2  | 2  | 43 | 24 | +19 |
| 4. | Cobresal                     | 23  | 15 | 7  | 2  | 6  | 56 | 31 | +25 |
| 5. | Deportes Puerto Montt        | 21  | 16 | 5  | 6  | 5  | 36 | 26 | +10 |
| 6. | Curicó Unido                 | 15  | 14 | 4  | 3  | 7  | 19 | 23 | -4  |
| 7. | Magallanes                   | 12  | 16 | 3  | 3  | 10 | 21 | 52 | -31 |
| 8. | Universidad Austral de Chile | 12  | 15 | 4  | 0  | 11 | 17 | 50 | -33 |
| 9. | Rangers                      | 7   | 14 | 2  | 1  | 11 | 14 | 67 | -53 |

     Clasificado a Play-Offs.

#### Resultados
| Cobresal                            | 1 - 1 | Deportes Puerto Montt     | Municipal de Las Cabras          | 26 de mayo | 10:00 |
| Rangers                             | 0 - 8 | Deportes Temuco           | Campo deportivo Esperanza        | 26 de mayo | 11:00 |
| Curicó Unido                        | 2 - 2 | Magallanes                | Complejo Curicó Unido            | 26 de mayo | 12:00 |
| Fernández Vial                      | 2 - 1 | Universidad de Concepción | Municipal de San Pedro de La Paz | 27 de mayo | 09:30 |
| Libre: Universidad Austral de Chile |       |                           |                                  |            |       |

| Universidad Austral de Chile | 1 - 3 | Universidad de Concepción | Universitario Campus Miraflores | 2 de junio | 11:00 |
| Magallanes                   | 3 - 1 | Rangers                   | Tegualda                        | 2 de junio | 11:30 |
| Deportes Temuco              | 4 - 0 | Fernández Vial            | Cancha UFRO                     | 2 de junio | 13:30 |
| Deportes Puerto Montt        | 1 - 1 | Curicó Unido              | Chinquihue                      | 2 de junio | 14:00 |
| Libre: Cobresal              |       |                           |                                 |            |       |

| Cobresal                  | 6 - 0 | Universidad Austral de Chile | Municipal de Las Cabras   | 9 de junio  | 10:00 |
| Rangers                   | 0 - 6 | Deportes Puerto Montt        | Complejo Brilla El Sol    | 9 de junio  | 13:30 |
| Fernández Vial            | 6 - 2 | Magallanes                   | Boca Sur                  | 10 de junio | 13:00 |
| Universidad de Concepción | 2 - 0 | Deportes Temuco              | Universidad de Concepción | 10 de junio | 13:30 |
| Libre: Curicó Unido       |       |                              |                           |             |       |

| Cobresal                     | 5 - 1 | Curicó Unido              | Municipal de Las Cabras           | 16 de junio | 10:00 |
| Magallanes                   | 0 - 3 | Universidad de Concepción | Tegualda                          | 16 de junio | 12:00 |
| Universidad Austral de Chile | 0 - 2 | Deportes Temuco           | Universitario - Campus Miraflores | 16 de junio | 13:00 |
| Deportes Puerto Montt        | 1 - 3 | Fernández Vial            | Chinquihue                        | 16 de junio | 14:00 |
| Libre: Rangers               |       |                           |                                   |             |       |

| Universidad de Concepción | 0 - 3 | Deportes Puerto Montt        | Cancha La Florida                      | 23 de junio | 10:00 |
| Deportes Temuco           | 5 - 0 | Magallanes                   | Complejo M11 Labranza                  | 23 de junio | 10:00 |
| Curicó Unido              | 1 - 0 | Universidad Austral de Chile | Complejo Curicó Unido                  | 23 de junio | 10:30 |
| Rangers                   | 5 - 4 | Cobresal                     | Campo deportivo Esperanza Villa Alegre | 23 de junio | 11:00 |
| Libre: Fernández Vial     |       |                              |                                        |             |       |

| Cobresal                         | 2 - 2 | Fernández Vial  | Municipal de Las Cabras           | 30 de junio | 11:00 |
| Curicó Unido                     | 6 - 0 | Rangers         | Complejo Curicó Unido             | 30 de junio | 12:00 |
| Deportes Puerto Montt            | 1 - 1 | Deportes Temuco | Chinquihue                        | 1 de julio  | 10:00 |
| Universidad Austral de Chile     | 3 - 0 | Magallanes      | Universitario - Campus Miraflores | 1 de julio  | 11:00 |
| Libre: Universidad de Concepción |       |                 |                                   |             |       |

| Magallanes                | 2 - 2 | Deportes Puerto Montt        | Tegualda                  | 7 de julio | 11:30 |
| Rangers                   | 3 - 1 | Universidad Austral de Chile | Complejo Brilla El Sol    | 7 de julio | 13:15 |
| Fernández Vial            | 3 - 2 | Curicó Unido                 | Boca Sur                  | 8 de julio | 09:00 |
| Universidad de Concepción | 3 - 1 | Cobresal                     | Universidad de Concepción | 8 de julio | 13:30 |
| Libre: Deportes Temuco    |       |                              |                           |            |       |

| Cobresal                     | 1 - 4 | Deportes Temuco           | Municipal de Pichidegua                | 14 de julio | 11:00 |
| Curicó Unido                 | 0 - 1 | Universidad de Concepción | Complejo Curicó Unido                  | 14 de julio | 11:00 |
| Rangers                      | 0 - 6 | Fernández Vial            | Campo deportivo Esperanza Villa Alegre | 14 de julio | 11:30 |
| Universidad Austral de Chile | 4 - 2 | Deportes Puerto Montt     | Universitario - Campus Miraflores      | 14 de julio | 13:00 |
| Libre: Magallanes            |       |                           |                                        |             |       |

| Magallanes                   | 0 - 9 | Cobresal                     | Estadio Tegualda de Temuco             | 21 de julio | 11:30 |
| Universidad de Concepción    | 4 - 0 | Rangers                      | Cancha La Florida                      | 21 de julio | 13:00 |
| Fernández Vial               | 4 - 1 | Universidad Austral de Chile | Municipal San Pedro de La Paz Boca Sur | 22 de julio | 09:00 |
| Deportes Temuco              | 5 - 1 | Curicó Unido                 | Complejo M11 Labranza Temuco           | 22 de julio | 10:00 |
| Libre: Deportes Puerto Montt |       |                              |                                        |             |       |

| Magallanes                          | 1 - 1  | Curicó Unido   | Estadio Tegualda de Temuco       | 1 de septiembre | 11:30 |
| Deportes Puerto Montt               | 2 - 0  | Cobresal       | Cancha Estero Lobos Puerto Montt | 1 de septiembre | 15:00 |
| Deportes Temuco                     | 12 - 0 | Rangers        | Complejo M11 Labranza Temuco     | 1 de septiembre | 16:00 |
| Universidad de Concepción           | 1 - 1  | Fernández Vial | Universidad de Concepción        | 2 de septiembre | 14:00 |
| Libre: Universidad Austral de Chile |        |                |                                  |                 |       |

| Universidad de Concepción | 0 - 1 | Universidad Austral de Chile | Universidad de Concepción              | 8 de septiembre | 11:00 |
| Fernández Vial            | 0 - 4 | Deportes Temuco              | Florida                                | 8 de septiembre | 12:00 |
| Rangers                   | 0 - 3 | Magallanes                   | Campo deportivo Esperanza Villa Alegre | 8 de septiembre | 13:00 |
| Curicó Unido              | 2 - 1 | Deportes Puerto Montt        | Complejo Curicó Unido                  | 8 de septiembre | 14:00 |
| Libre: Cobresal           |       |                              |                                        |                 |       |

| Magallanes                   | 0 - 1 | Fernández Vial            | Tegualda de Concepción            | 22 de septiembre | 11:00 |
| Deportes Temuco              | 1 - 1 | Universidad de Concepción | Complejo M11 Labranza Temuco      | 23 de septiembre | 13:00 |
| Deportes Puerto Montt        | 1 - 1 | Rangers                   | Chinquihue                        | 24 de septiembre | 10:00 |
| Universidad Austral de Chile | 4 - 5 | Cobresal                  | Universitario - Campus Miraflores | 24 de septiembre | 10:00 |
| Libre: Curicó Unido          |       |                           |                                   |                  |       |

| Fernández Vial            | 6 - 3 | Deportes Puerto Montt        | Municipal San Pedro de La Paz Boca Sur | 30 de septiembre | 09:00 |
| Curicó Unido              | -     | Cobresal                     | Complejo Curicó Unido                  | 30 de septiembre | 11:00 |
| Deportes Temuco           | 7 - 0 | Universidad Austral de Chile | Complejo M11 Labranza                  | 30 de septiembre | 13:00 |
| Universidad de Concepción | 5 - 0 | Magallanes                   | Universidad de Concepción              | 30 de septiembre | 13:30 |
| Libre: Rangers            |       |                              |                                        |                  |       |

| Cobresal                     | 6 - 2 | Rangers                   | Complejo Depotivo Nororiente      | 6 de octubre | 10:00 |
| Magallanes                   | 0 - 2 | Deportes Temuco           | Tegualda de Temuco                | 6 de octubre | 11:30 |
| Universidad Austral de Chile | 1 - 0 | Curicó Unido              | Universitario - Campus Miraflores | 6 de octubre | 17:30 |
| Deportes Puerto Montt        | 2 - 2 | Universidad de Concepción | Chinquihue                        | 7 de octubre | 10:00 |
| Libre: Fernández Vial        |       |                           |                                   |              |       |

| Magallanes                       | 6 - 0 | Universidad Austral de Chile | Tegualda de Temuco                        | 13 de octubre |  |
| Deportes Temuco                  | 1 - 0 | Deportes Puerto Montt        | Complejo M11 Labranza                     | 13 de octubre |  |
| Fernández Vial                   | 3 - 2 | Cobresal                     | Universitario - Campus Miraflores         | 13 de octubre |  |
| Rangers                          | 0 - 2 | Curicó Unido                 | Complejo Deportivo Esperanza Villa Alegre | 13 de octubre |  |
| Libre: Universidad de Concepción |       |                              |                                           |               |  |

| Curicó Unido                 | Postergado | Fernández Vial            | Complejo Curicó Unido             | 20 de octubre | 12:00 |
| Deportes Puerto Montt        | 5 - 2      | Magallanes                | Chinquihue                        | 21 de octubre | 10:00 |
| Cobresal                     | 2 - 3      | Universidad de Concepción | Patricio Mekis                    | 21 de octubre | 15:00 |
| Universidad Austral de Chile | Postergado | Rangers                   | Universitario - Campus Miraflores | 21 de octubre | 17:30 |
| Libre: Deportes Temuco       |            |                           |                                   |               |       |

| Deportes Puerto Montt     | 5 - 0 | Universidad Austral de Chile | Chnquihue                              | 27 de octubre | 09:00 |
| Deportes Temuco           | 1 - 5 | Cobresal                     | Complejo M11 Labranza Temuco           |               | 10:00 |
| Universidad de Concepción | 1 - 0 | Curicó Unido                 | Universidad de Concepción              |               | 11:00 |
| Fernández Vial            | 3 - 0 | Rangers                      | Municipal San Pedro de La Paz Boca Sur | 28 de octubre | 10:30 |
| Libre: Magallanes         |       |                              |                                        |               |       |

| Universidad Austral de Chile | 1 - 6 | Fernández Vial            |  | 3 de noviembre |  |
| Rangers                      | 2 - 5 | Universidad de Concepción |  | 3 de noviembre |  |
| Curicó Unido                 | 0 - 2 | Deportes Temuco           |  | 3 de noviembre |  |
| Cobresal                     | 7 - 0 | Magallanes                |  | 3 de noviembre |  |
| Libre: Deportes Puerto Montt |       |                           |  |                |  |

## Fase Final: Play-Offs

### Play-Offs
|  | Cuartos de final          | Cuartos de final          | Cuartos de final |                  |              | Semifinal    | Semifinal | Semifinal |  |                  | Final            | Final | Final |  |
|  |                           |                           |                  |                  |              |              |           |           |  |                  |                  |       |       |  |
|  |                           |                           |                  |                  |              |              |           |           |  |                  |                  |       |       |  |
|  | CODE Iquique              | CODE Iquique              | 3                |                  |              |              |           |           |  |                  |                  |       |       |  |
|  | CODE Iquique              | CODE Iquique              | 3                |                  |              |              |           |           |  |                  |                  |       |       |  |
|  | Universidad de Chile      | Universidad de Chile      | 2                |                  |              |              |           |           |  |                  |                  |       |       |  |
|  | Universidad de Chile      | Universidad de Chile      | 2                |                  | CODE Iquique | CODE Iquique | 1         |           |  |                  |                  |       |       |  |
|  |                           |                           |                  |                  | CODE Iquique | CODE Iquique | 1         |           |  |                  |                  |       |       |  |
|  |                           |                           | Santiago Morning | Santiago Morning | 3            |              |           |           |  |                  |                  |       |       |  |
|  | Deportes Temuco           | Deportes Temuco           | Santiago Morning | Santiago Morning | 3            | 1            |           |           |  |                  |                  |       |       |  |
|  | Deportes Temuco           | Deportes Temuco           |                  |                  |              |              |           |           |  |                  |                  |       |       |  |
|  | Santiago Morning          | Santiago Morning          | 3                |                  |              |              |           |           |  |                  |                  |       |       |  |
|  | Santiago Morning          | Santiago Morning          | 3                |                  |              |              |           |           |  | Santiago Morning | Santiago Morning | 3     |       |  |
|  |                           |                           |                  |                  |              |              |           |           |  | Santiago Morning | Santiago Morning | 3     |       |  |
|  |                           |                           | Palestino        | Palestino        | 2            |              |           |           |  |                  |                  |       |       |  |
|  | Palestino                 | Palestino                 | Palestino        | Palestino        | 2            | 1            |           |           |  |                  |                  |       |       |  |
|  | Palestino                 | Palestino                 |                  |                  |              |              |           |           |  |                  |                  |       |       |  |
|  | Fernández Vial            | Fernández Vial            | 0                |                  |              |              |           |           |  |                  |                  |       |       |  |
|  | Fernández Vial            | Fernández Vial            | 0                |                  | Palestino    | Palestino    | 2         |           |  |                  |                  |       |       |  |
|  |                           |                           |                  |                  | Palestino    | Palestino    | 2         |           |  |                  |                  |       |       |  |
|  |                           |                           | Colo-Colo        | Colo-Colo        | 1            |              |           |           |  |                  |                  |       |       |  |
|  | Colo-Colo                 | Colo-Colo                 | Colo-Colo        | Colo-Colo        | 1            | 4            |           |           |  |                  |                  |       |       |  |
|  | Colo-Colo                 | Colo-Colo                 |                  |                  |              |              |           |           |  |                  |                  |       |       |  |
|  | Universidad de Concepción | Universidad de Concepción | 0                |                  |              |              |           |           |  |                  |                  |       |       |  |
|  | Universidad de Concepción | Universidad de Concepción | 0                |                  |              |              |           |           |  |                  |                  |       |       |  |
|  |                           |                           |                  |                  |              |              |           |           |  |                  |                  |       |       |  |

### Resultados de la Fase Final
| Colegio Deportivo Iquique | 3 - 2 | Universidad de Chile      | Estadio Municipal Cavancha            | 10 de noviembre | 15:30 |
| Deportes Temuco           | 1 - 3 | Santiago Morning          | Complejo M 11 Labranza, Temuco        | 10 de noviembre | 10:00 |
| Palestino                 | 1 - 0 | Fernández Vial            | Estadio Los Nogales, Estación Central | 11 de noviembre | 10:00 |
| Colo Colo                 | 4 - 0 | Universidad de Concepción | Monumental - Cancha 2                 | 11 de noviembre | 10:00 |

| Palestino                 | 2 - 1 | Colo Colo        | Estadio Municipal de La Pintana | 8 de diciembre | 16:00 |
| Colegio Deportivo Iquique | 1 - 3 | Santiago Morning | Estadio Municipal de La Pintana | 8 de diciembre | 19:00 |

| Palestino | 2 - 3 | Santiago Morning | Estadio Nacional | 15 de diciembre | 19:00 |

## Campeón
| Santiago Morning                                 |
| Campeón                                          |
| Clasificado a la Copa Libertadores Femenina 2019 |

## Goleadoras
Zona Norte: Actualizado al 6 de noviembre de 2018.

 Zona Centro: Actualizado al 6 de noviembre de 2018.

 Zona Sur: Actualizado al 6 de noviembre de 2018.

| Zona Norte       | Zona Norte          | Zona Norte     | Zona Norte |
| País             | Jugadora            | Equipo         | Anotado    |
| ---------------- | ------------------- | -------------- | ---------- |
| Bandera de Chile | Yenny Acuña         | CODE Iquique   | 27         |
| Bandera de Chile | Valentina Contreras | D. Antofagasta | 14         |
| Bandera de Chile | Nicol Fabres        | D. Antofagasta | 10         |
| Bandera de Chile | Valentina López     | S. M. de Arica | 9          |
| Bandera de Chile | Melany Letelier     | D. Antofagasta | 8          |
| Bandera de Chile | Thyare Tapia        | D. Antofagasta | 7          |
| Bandera de Chile | Estefany Flores     | D. Copiapó     | 6          |
| Bandera de Chile | María González      | S. M. Arica    | 6          |
| Bandera de Chile | Yeimy Lazo          | CODE Iquique   | 5          |
| Bandera de Chile | Lesly Olivares      | CODE Iquique   | 5          |

| Resto de Goleadoras | Resto de Goleadoras    | Resto de Goleadoras | Resto de Goleadoras |
| País                | Jugadora               | Equipo              | Anotado             |
| ------------------- | ---------------------- | ------------------- | ------------------- |
| Bandera de Chile    | Karla Farías           | D. Antofagasta      | 5                   |
| Bandera de Chile    | Paola Solar            | D. Antofagasta      | 4                   |
| Bandera de Chile    | Camila Rodríguez       | D. Copiapó          | 4                   |
| Bandera de Chile    | Joan Beyzaga           | S. M. Arica         | 4                   |
| Bandera de Chile    | Francisca Olmos        | D. Antofagasta      | 3                   |
| Bandera de Chile    | María Vidal            | S. M. Arica         | 3                   |
| Bandera de Chile    | Jetzabeth Zepeda       | CODE Iquique        | 2                   |
| Bandera de Chile    | Pamela Acevedo         | D. Copiapó          | 2                   |
| Bandera de Chile    | Lisette Aceituno       | D. Tocopilla        | 2                   |
| Bandera de Chile    | Katalina Arias         | S. M. Arica         | 2                   |
| Bandera de Chile    | Camila Casanga         | S. M. Arica         | 2                   |
| Bandera de Chile    | Scarleth Díaz          | S. M. Arica         | 2                   |
| Bandera de Chile    | Francesca Acuña        | CODE Iquique        | 1                   |
| Bandera de Chile    | Monserrat De La Fuente | CODE Iquique        | 1                   |
| Bandera de Chile    | Francisca Donaire      | CODE Iquique        | 1                   |
| Bandera de Chile    | Claudia Honores        | CODE Iquique        | 1                   |
| Bandera de Chile    | Molie Madariaga        | CODE Iquique        | 1                   |
| Bandera de Chile    | Natacha Pasten         | CODE Iquique        | 1                   |
| Bandera de Chile    | Geraldine Salazar      | CODE Iquique        | 1                   |
| Bandera de Chile    | Franchesca Carvajal    | D. Antofagasta      | 1                   |
| Bandera de Chile    | Nicole Delgado         | D. Antofagasta      | 1                   |
| Bandera de Chile    | Yanina Leal            | D. Antofagasta      | 1                   |
| Bandera de Chile    | Angélica Pizarro       | D. Antofagasta      | 1                   |
| Bandera de Chile    | Catherine Rodríguez    | D. Antofagasta      | 1                   |
| Bandera de Chile    | Francisco Seura        | D. Antofagasta      | 1                   |
| Bandera de Chile    | Javiera Varas          | D. Antofagasta      | 1                   |
| Bandera de Chile    | Karina Zambra          | D. Antofagasta      | 1                   |
| Bandera de Chile    | Evelin Araya           | D. Copiapó          | 1                   |
| Bandera de Chile    | Josefa Curilen         | D. Copiapó          | 1                   |
| Bandera de Chile    | Sofía Godoy            | D. Copiapó          | 1                   |
| Bandera de Chile    | Crishna Trigo          | D. Copiapó          | 1                   |
| Bandera de Chile    | Carla Fredes           | D. Tocopilla        | 1                   |
| Bandera de Chile    | Carmen González        | D. Tocopilla        | 1                   |
| Bandera de Chile    | Yoicy Rojas            | D. Tocopilla        | 1                   |
| Bandera de Chile    | Rossana González       | S. M. Arica         | 1                   |
| Bandera de Chile    | María Torres           | S. M. Arica         | 1                   |

| Zona Centro               | Zona Centro        | Zona Centro  | Zona Centro |
| País                      | Jugadora           | Equipo       | Anotado     |
| ------------------------- | ------------------ | ------------ | ----------- |
| Bandera de Haití          | Roselord Borgella  | S. Morning   | 62          |
| Bandera de Chile          | María José Urrutia | Palestino    | 36          |
| Bandera de Chile          | Nathalie Quezada   | Colo-Colo    | 26          |
| Bandera de Chile          | Nicol Sanhueza     | Palestino    | 24          |
| Bandera de Chile          | Ignacia Vásquez    | Everton      | 16          |
| Bandera de Chile          | Rosario Balmaceda  | Colo-Colo    | 14          |
| Bandera de Chile          | Francisca Maturana | D. La Serena | 13          |
| Bandera de Estados Unidos | Lindsay Zullo      | S. Morning   | 13          |
| Bandera de Chile          | Fernanda Araya     | U. de Chile  | 12          |
| Bandera de Chile          | Yessenia Huenteo   | Colo-Colo    | 11          |

| Resto de Goleadoras       | Resto de Goleadoras   | Resto de Goleadoras | Resto de Goleadoras |
| País                      | Jugadora              | Equipo              | Anotado             |
| ------------------------- | --------------------- | ------------------- | ------------------- |
| Bandera de Venezuela      | Yuriana Ávila         | U. de Chile         | 11                  |
| Bandera de Chile          | Catalina Carrillo     | S. Morning          | 10                  |
| Bandera de Venezuela      | Yusmery Ascanio       | Colo-Colo           | 9                   |
| Bandera de Chile          | Ana Gutiérrez         | Colo-Colo           | 9                   |
| Bandera de Chile          | Fernanda Hidalgo      | Colo-Colo           | 9                   |
| Bandera de Chile          | Maryorie Hernández    | Palestino           | 9                   |
| Bandera de Chile          | Verónica Riquelme     | Palestino           | 9                   |
| Bandera de Chile          | Ivette Olivares       | Palestino           | 8                   |
| Bandera de Chile          | Yazmín Torrealba      | Palestino           | 8                   |
| Bandera de Chile          | Yarella Torres        | S. Wanderers        | 8                   |
| Bandera de Chile          | Yessenia Carrasco     | Boston College      | 7                   |
| Bandera de Chile          | Andrea Riquelme       | Boston College      | 7                   |
| Bandera de Chile          | Karla Torres          | Colo-Colo           | 7                   |
| Bandera de Chile          | Carolina Verdugo      | Colo-Colo           | 7                   |
| Bandera de Chile          | Isidora Muñoz         | U. La Calera        | 7                   |
| Bandera de Chile          | Macarena González     | U. Católica         | 7                   |
| Bandera de Chile          | Yipsy Ojeda           | U. de Chile         | 7                   |
| Bandera de Chile          | Daniela Zamora        | U. de Chile         | 7                   |
| Bandera de Chile          | Daniela Aguirre       | A. Italiano         | 6                   |
| Bandera de Chile          | Solange Gamboa        | A. Italiano         | 6                   |
| Bandera de Chile          | Bárbara Muñoz         | Colo-Colo           | 6                   |
| Bandera de Chile          | Marinka Huircán       | Everton             | 6                   |
| Bandera de Chile          | Yamila Pérez          | S. Wanderers        | 6                   |
| Bandera de Chile          | Macarena Adasme       | U. de Chile         | 6                   |
| Bandera de Chile          | Nicole Fajre          | U. de Chile         | 6                   |
| Bandera de Chile          | Fernanda Pinilla      | U. de Chile         | 6                   |
| Bandera de México         | Mariana García        | A. Italiano         | 5                   |
| Bandera de Chile          | Yastin Jiménez        | Colo-Colo           | 5                   |
| Bandera de Chile          | María Julio           | D. La Serena        | 5                   |
| Bandera de Chile          | Pía Morales           | D. La Serena        | 5                   |
| Bandera de Chile          | Javiera Toro          | Palestino           | 5                   |
| Bandera de Chile          | Nydia Morales         | S. Wanderers        | 5                   |
| Bandera de Chile          | Sofía Casanova        | A. Italiano         | 4                   |
| Bandera de Chile          | Sol Morales           | A. Italiano         | 4                   |
| Bandera de Chile          | Fernanda Ramírez      | A. Italiano         | 4                   |
| Bandera de Chile          | Gisela Pino           | Colo-Colo           | 4                   |
| Bandera de Chile          | Valentina Bruna       | D. La Serena        | 4                   |
| Bandera de Chile          | Vanesa Orrego         | D. La Serena        | 4                   |
| Bandera de Chile          | Daniela Herrera       | San Luis            | 4                   |
| Bandera de Estados Unidos | Shelby High           | S. Morning          | 4                   |
| Bandera de Chile          | María Mardones        | S. Morning          | 4                   |
| Bandera de Chile          | Juanita Peña          | S. Morning          | 4                   |
| Bandera de Chile          | Camila Contreras      | S. Wanderers        | 4                   |
| Bandera de Chile          | Karime Orozco         | S. Wanderers        | 4                   |
| Bandera de Chile          | Elizabeth Manzano     | U. La Calera        | 4                   |
| Bandera de Chile          | Maricela Pérez        | U. La Calera        | 4                   |
| Bandera de Chile          | Macarena Ávila        | U. Católica         | 4                   |
| Bandera de Chile          | Josefina Keymer       | U. de Chile         | 4                   |
| Bandera de Venezuela      | Bárbara Sánchez       | U. de Chile         | 4                   |
| Bandera de Chile          | Nelyda Davies         | Boston College      | 3                   |
| Bandera de Chile          | Valentina Díaz        | Colo-Colo           | 3                   |
| Bandera de Chile          | Elisa Durán           | Colo-Colo           | 3                   |
| Bandera de Chile          | Karen Méndez          | Colo-Colo           | 3                   |
| Bandera de Chile          | Carla Pizarro         | D. La Serena        | 3                   |
| Bandera de Chile          | Leslie Alarcón        | Everton             | 3                   |
| Bandera de Chile          | Tiare Hermosilla      | Everton             | 3                   |
| Bandera de Chile          | Carolina Tapia        | Everton             | 3                   |
| Bandera de Brasil         | Jenefer Jesuino       | Palestino           | 3                   |
| Bandera de Chile          | Catalina Boye         | San Luis            | 3                   |
| Bandera de Chile          | Emilia Pastrián       | S. Morning          | 3                   |
| Bandera de Chile          | Carolina Márquez      | S. Wanderers        | 3                   |
| Bandera de Chile          | Camila Silva          | U. La Calera        | 3                   |
| Bandera de Chile          | Gabriela Aguayo       | U. Católica         | 3                   |
| Bandera de Chile          | Laura De La Torre     | U. de Chile         | 3                   |
| Bandera de Chile          | Javiera Roa           | U. de Chile         | 3                   |
| Bandera de Chile          | Paloma Bermúdez       | A. Italiano         | 2                   |
| Bandera de Chile          | Catalina Fuentes      | A. Italiano         | 2                   |
| Bandera de Chile          | Roxana Palma          | Boston College      | 2                   |
| Bandera de Chile          | María Rosales         | Boston College      | 2                   |
| Bandera de Chile          | Katherine Urrea       | Boston College      | 2                   |
| Bandera de Chile          | Jeanette Aguirre      | Colo-Colo           | 2                   |
| Bandera de Chile          | Isidora Olave         | Colo-Colo           | 2                   |
| Bandera de Chile          | Tamara Alcayaga       | D. La Serena        | 2                   |
| Bandera de Chile          | Loreto Castillo       | D. La Serena        | 2                   |
| Bandera de Chile          | Claudia Salfate       | D. La Serena        | 2                   |
| Bandera de Chile          | Marcela Guerrero      | D. La Serena        | 2                   |
| Bandera de Chile          | Claudia Herrera       | Everton             | 2                   |
| Bandera de Chile          | Constanza Villanueva  | Everton             | 2                   |
| Bandera de Chile          | AG U. La Calera       | Everton             | 2                   |
| Bandera de Chile          | Gina Bravo            | Palestino           | 2                   |
| Bandera de Chile          | Francisca Canelo      | San Luis            | 2                   |
| Bandera de Chile          | Marina Cano           | S. Morning          | 2                   |
| Bandera de Chile          | Catalina López        | S. Morning          | 2                   |
| Bandera de Chile          | Cynthia Rodríguez     | S. Wanderers        | 2                   |
| Bandera de Chile          | Angélica Valera       | U. La Calera        | 2                   |
| Bandera de Chile          | Katherine Del Real    | U. Católica         | 2                   |
| Bandera de Chile          | Valentina Núñez       | U. Católica         | 2                   |
| Bandera de Chile          | Francisca Moroso      | U. de Chile         | 2                   |
| Bandera de Chile          | Denisse Orellana      | U. de Chile         | 2                   |
| Bandera de Chile          | Elisa Pérez           | U. de Chile         | 2                   |
| Bandera de Chile          | Monserrat Fernández   | A. Italiano         | 1                   |
| Bandera de Chile          | Jessica Galaz         | A. Italiano         | 1                   |
| Bandera de Chile          | Javiera Garrido       | A. Italiano         | 1                   |
| Bandera de Chile          | Paulette Marcell      | A. Italiano         | 1                   |
| Bandera de Chile          | Paz Valdivia          | A. Italiano         | 1                   |
| Bandera de Chile          | Valentina Cares       | Boston College      | 1                   |
| Bandera de Chile          | Javiera Carrasco      | Boston College      | 1                   |
| Bandera de Chile          | Sonya Keefe           | Boston College      | 1                   |
| Bandera de Chile          | Nadia Toro            | Boston College      | 1                   |
| Bandera de Chile          | AG A. Italiano        | Boston College      | 1                   |
| Bandera de Chile          | Patricia Godoy        | Colo-Colo           | 1                   |
| Bandera de Chile          | Rocío Soto            | Colo-Colo           | 1                   |
| Bandera de Chile          | AG U. Católica        | Colo-Colo           | 1                   |
| Bandera de Chile          | Camila Coloma         | D. La Serena        | 1                   |
| Bandera de Chile          | Valentina Covarrubias | D. La Serena        | 1                   |
| Bandera de Chile          | AG Boston College     | D. La Serena        | 1                   |
| Bandera de Chile          | AG San Luis           | D. La Serena        | 1                   |
| Bandera de Chile          | Lorena Apablaza       | Everton             | 1                   |
| Bandera de Chile          | Carolina Lizana       | Everton             | 1                   |
| Bandera de Chile          | Edna Méndez           | Everton             | 1                   |
| Bandera de Chile          | Yanine Rebolledo      | Everton             | 1                   |
| Bandera de Chile          | AG A. Italiano        | Everton             | 1                   |
| Bandera de Chile          | AG S. Wanderers       | Everton             | 1                   |
| Bandera de Chile          | Taís Morgenstein      | Palestino           | 1                   |
| Bandera de Chile          | AG S. Wanderers       | Palestino           | 1                   |
| Bandera de Chile          | Constanza Mizala      | San Luis            | 1                   |
| Bandera de Chile          | Evelyn Orrego         | San Luis            | 1                   |
| Bandera de Chile          | Valentina Ratto       | San Luis            | 1                   |
| Bandera de Chile          | Alexandra Cárdenas    | S. Morning          | 1                   |
| Bandera de Chile          | AG Everton            | S. Morning          | 1                   |
| Bandera de Chile          | AG S. Wanderers       | S. Morning          | 1                   |
| Bandera de Chile          | Martina Córdova       | S. Wanderers        | 1                   |
| Bandera de Chile          | Annette Ormeño        | S. Wanderers        | 1                   |
| Bandera de Chile          | Francisca Toledo      | S. Wanderers        | 1                   |
| Bandera de Chile          | Estefany Osorio       | U. La Calera        | 1                   |
| Bandera de Chile          | Carla Pavez           | U. La Calera        | 1                   |
| Bandera de Chile          | Priscila Tapia        | U. La Calera        | 1                   |
| Bandera de Chile          | Gloria Vergara        | U. La Calera        | 1                   |
| Bandera de Chile          | Teresa Hermosilla     | U. Católica         | 1                   |
| Bandera de Chile          | Francisca Vidal       | U. Católica         | 1                   |
| Bandera de Chile          | Josefa Alvear         | U. de Chile         | 1                   |
| Bandera de Chile          | Isidora Hernández     | U. de Chile         | 1                   |
| Bandera de Chile          | Daniela Muñoz         | U. de Chile         | 1                   |
| Bandera de Chile          | Valeria Núñez         | U. de Chile         | 1                   |
| Bandera de Chile          | Tatiana Pérez         | U. de Chile         | 1                   |
| Bandera de Chile          | Karla Traslaviña      | U. de Chile         | 1                   |
| Bandera de Chile          | AG San Luis'          | U. de Chile         | 1                   |
| Bandera de Chile          | AG S. Wanderers       | U. de Chile         | 1                   |

| Zona Sur         | Zona Sur           | Zona Sur        | Zona Sur |
| País             | Jugadora           | Equipo          | Anotado  |
| ---------------- | ------------------ | --------------- | -------- |
| Bandera de Chile | Viviana Torres     | Fernández Vial  | 15       |
| Bandera de Chile | Javiera Paillán    | D. Temuco       | 13       |
| Bandera de Chile | Camila Pavez       | Cobresal        | 13       |
| Bandera de Chile | Rachel Padrón      | Cobresal        | 11       |
| Bandera de Chile | Bianca Jiménez     | D. Temuco       | 11       |
| Bandera de Chile | Catalina Rodríguez | Cobresal        | 10       |
| Bandera de Chile | Jazmín Gallardo    | Fernández Vial  | 9        |
| Bandera de Chile | Candy Schencke     | D. Puerto Montt | 8        |
| Bandera de Chile | Constanza Werner   | D. Puerto Montt | 8        |
| Bandera de Chile | Nardy Guzmán       | D. Temuco       | 8        |

| Resto de Goleadoras | Resto de Goleadoras    | Resto de Goleadoras | Resto de Goleadoras |   |
| País                | Jugadora               | Equipo              | Anotado             |   |
| ------------------- | ---------------------- | ------------------- | ------------------- | - |
| Bandera de Chile    | Leydy Reyes            | U. de Concepción    | 8                   |   |
| Bandera de Chile    | Cathalina Farías       | Magallanes          | 7                   |   |
| Bandera de Chile    | Constanza Reveco       | U. de Concepción    | 7                   |   |
| Bandera de Chile    | Javiera Grez           | Curicó Unido        | 6                   |   |
| Bandera de Chile    | Vanessa Riquelme       | Curicó Unido        | 6                   |   |
| Bandera de Chile    | Daniela Ceballos       | D. Temuco           | 6                   |   |
| Bandera de Chile    | Kristel Muñoz          | D. Temuco           | 6                   |   |
| Bandera de Chile    | Nataly Vega            | Fernández Vial      | 6                   |   |
| Bandera de Chile    | Marcela Catrilaf       | Magallanes          | 6                   |   |
| Bandera de Chile    | Ana Mansilla           | U. Austral de Chile | 6                   |   |
| Bandera de Chile    | Fernanda Villarroel    | U. de Concepción    | 6                   |   |
| Bandera de Chile    | Fernanda Geroldi       | Cobresal            | 5                   |   |
| Bandera de Chile    | María Paz Aravena      | D. Temuco           | 5                   |   |
| Bandera de Chile    | Franchesca Caniguan    | Rangers             | 5                   |   |
| Bandera de Chile    | Camila Guzmán          | Cobresal            | 4                   |   |
| Bandera de Chile    | Dagna Leal             | D. Puerto Montt     | 4                   |   |
| Bandera de Chile    | Antonia Alarcón        | U. de Concepción    | 4                   |   |
| Bandera de Chile    | Antonia Escalona       | Curicó Unido        | 3                   |   |
| Bandera de Chile    | Cyntia Aguilar         | D. Puerto Montt     | 3                   |   |
| Bandera de Chile    | Gabriela Barrientos    | D. Puerto Montt     | 3                   |   |
| Bandera de Chile    | Alexia Gallardo        | D. Puerto Montt     | 3                   |   |
| Bandera de Chile    | Estefany Vargas        | D. Puerto Montt     | 3                   |   |
| Bandera de Chile    | María Berrocal         | D. Temuco           | 3                   |   |
| Bandera de Chile    | Alejandra Betancourt   | D. Temuco           | 3                   |   |
| Bandera de Chile    | Carla Bascur           | Fernández Vial      | 3                   |   |
| Bandera de Chile    | Nicole Chávez          | Fernández Vial      | 3                   |   |
| Bandera de Chile    | Estefany Leiva         | Rangers             | 3                   |   |
| Bandera de Chile    | Francisca Valenzuela   | Rangers             | 3                   |   |
| Bandera de Chile    | Ninoska Lecaros        | Cobresal            | 2                   |   |
| Bandera de Chile    | Karol Vargas           | D. Puerto Montt     | 2                   |   |
| Bandera de Chile    | María Navarrete        | D. Temuco           | 2                   |   |
| Bandera de Chile    | Gabriela Chandía       | Fernández Vial      | 2                   |   |
| Bandera de Chile    | Mariana Oyarzo         | Fernández Vial      | 2                   |   |
| Bandera de Chile    | Luana Fernández        | Magallanes          | 2                   |   |
| Bandera de Chile    | Javiera Garrido        | Magallanes          | 2                   |   |
| Bandera de Chile    | Franchesca Rojel       | Magallanes          | 2                   |   |
| Bandera de Chile    | Marlyn Díaz            | U. Austral de Chile | 2                   |   |
| Bandera de Chile    | Johana Matus           | U. Austral de Chile | 2                   |   |
| Bandera de Chile    | Camila Yaeger          | U. Austral de Chile | 2                   |   |
| Bandera de Chile    | Analía Aravena         | U. de Concepción    | 2                   |   |
| Bandera de Chile    | Damaris Morales        | U. de Concepción    | 2                   |   |
| Bandera de Chile    | Paz Álvarez            | Cobresal            | 1                   |   |
| Bandera de Chile    | Melissa Cepeda         | Cobresal            | 1                   |   |
| Bandera de Chile    | Camila Garay           | Cobresal            | 1                   |   |
| Bandera de Chile    | Tiare Muñoz            | Cobresal            | 1                   |   |
| Bandera de Chile    | Carol Negrón           | Cobresal            | 1                   |   |
| Bandera de Chile    | Catalina Saavedra      | Cobresal            | 1                   |   |
| Bandera de Chile    | Natalia González       | Curicó Unido        | 1                   |   |
| Bandera de Chile    | Natalia Rodríguez      | Curicó Unido        | 1                   |   |
| Bandera de Chile    | Camila Vergara         | Curicó Unido        | 1                   |   |
| Bandera de Chile    | AG] Rangers '          | Curicó Unido        | 1                   |   |
| Bandera de Chile    | Javiera Blanco         | D. Puerto Montt     | 1                   |   |
| Bandera de Chile    | Camila Montero         | D. Puerto Montt     |                     |   |
| Bandera de Chile    | Rocío Becerra          | D. Temuco           | 1                   | 1 |
| Bandera de Chile    | Camila Cazor           | D. Temuco           | 1                   |   |
| Bandera de Chile    | Camila Moraga          | D. Temuco           | 1                   |   |
| Bandera de Chile    | Camila Rapimán         | D. Temuco           | 1                   |   |
| Bandera de Chile    | AG U. Austral de Chile | D. Temuco           | 1                   |   |
| Bandera de Chile    | Daniela Asencio        | Fernández Vial      | 1                   |   |
| Bandera de Chile    | Tiare Vega             | Fernández Vial      | 1                   |   |
| Bandera de Chile    | AG Magallanes          | Fernández Vial      | 1                   |   |
| Bandera de Chile    | Stephany Arriagada     | Magallanes          | 1                   |   |
| Bandera de Chile    | Catalina Martínez      | Magallanes          | 1                   |   |
| Bandera de Chile    | Loreto Muñoz           | Rangers             | 1                   |   |
| Bandera de Chile    | Victoria Osores        | Rangers             | 1                   |   |
| Bandera de Chile    | Carla Torres           | Rangers             | 1                   |   |
| Bandera de Chile    | Natalia Bernal         | U. de Concepción    | 1                   |   |
| Bandera de Chile    | Bárbara Flores         | U. de Concepción    | 1                   |   |
| Bandera de Chile    | Ángelica Gutiérrez     | U. de Concepción    | 1                   |   |
| Bandera de Chile    | María Rebolledo        | U. de Concepción    | 1                   |   |
| Bandera de Chile    | Constanza Reyes        | U. de Concepción    | 1                   |   |
| Bandera de Chile    | Micaela Toloza         | U. de Concepción    | 1                   |   |
| Bandera de Chile    | Isamar Medina          | U. Austral de Chile | 1                   |   |
| Bandera de Chile    | Pía Muñoz              | U. Austral de Chile | 1                   |   |
| Bandera de Chile    | Katherine Peña         | U. Austral de Chile | 1                   |   |
| Bandera de Chile    | Nicole Plagemann       | U. Austral de Chile | 1                   |   |
| Bandera de Chile    | Daniela Vásquez        | U. Austral de Chile | 1                   |   |

## Tabla General de Rendimiento Ponderada
Con el objetivo de formar la Primera y Segunda División para el año 2019, se llevará una Tabla General de Rendimiento Ponderada, es decir, sumarán los puntos obtenidos en la división "Adulta" y en la "Sub 17" y se dividirán por la cantidad de partidos jugados en la fase regular, ponderando en un 60% la división "Adulta" y en 40% la división "Sub 17".
 Actualizado al 1 de octubre de 2018.
|     | Equipo                       | PTS Total Adulta | PTS Total Sub-17 | Partidos Jugados | PTS Pond. Adulta | PTS Pond. Sub-17 | PTS Total | Rendimiento |
| --- | ---------------------------- | ---------------- | ---------------- | ---------------- | ---------------- | ---------------- | --------- | ----------- |
| 1.  | Colo-Colo                    | 45               | 51               | 33               | 27               | 20.4             | 47.4      | 93,9%       |
| 2.  | Colegio Deportivo Iquique    | 12               | 10               | 8                | 7.2              | 4                | 11.2      | 91,7%       |
| 3.  | Deportes Temuco              | 29               | 31               | 24               | 17.4             | 12.4             | 29.8      | 83,3%       |
| 4.  | Universidad de Chile         | 37               | 43               | 33               | 22.2             | 17.2             | 39.4      | 80,8%       |
| 5.  | Deportes Antofagasta         | 9                | 10               | 8                | 5.4              | 4                | 9.4       | 79,2%       |
| 6.  | Palestino                    | 45               | 27               | 34               | 27               | 10.8             | 37.8      | 70,6%       |
| 7.  | Santiago Morning             | 46               | 21               | 34               | 27.6             | 8.4              | 36        | 65,7%       |
| 8.  | Cobresal                     | 14               | 25               | 20               | 8.4              | 10               | 18.4      | 65%         |
| 9.  | Everton                      | 30               | 33               | 34               | 18               | 13.2             | 31.2      | 61,8%       |
| 10. | Audax Italiano               | 27               | 27               | 33               | 16.2             | 10.8             | 27        | 54,5%       |
| 11. | Curicó Unido                 | 12               | 10               | 20               | 7.2              | 4                | 11.2      | 53,3%       |
| 12. | Fernández Vial               | 26               | 12               | 24               | 15.6             | 4.8              | 20.4      | 52,8%       |
| 13. | Deportes Copiapó             | 6                | 6                | 8                | 3.6              | 2.4              | 6         | 50%         |
| 14. | Universidad de Concepción    | 23               | 12               | 24               | 13.8             | 4.8              | 18.6      | 48,6%       |
| 15. | Magallanes                   | 9                | 26               | 24               | 5.4              | 10.4             | 15.8      | 48,6%       |
| 16. | Deportes La Serena           | 16               | 19               | 34               | 9.6              | 7.6              | 17.2      | 34,3%       |
| 17. | Santiago Wanderers           | 15               | 19               | 34               | 9                | 7.6              | 16.6      | 33,3%       |
| 18. | Boston College               | 13               | 23               | 34               | 7.8              | 9.2              | 17        | 31,7%       |
| 19. | Universidad Austral de Chile | 9                | 11               | 22               | 5.4              | 4.4              | 9.8       | 30,3%       |
| 20. | Universidad Católica         | 12               | 18               | 33               | 7.2              | 7.2              | 14.4      | 30,3%       |
| 21. | Rangers                      | 7                | 12               | 22               | 4.2              | 4.8              | 9         | 28,8%       |
| 22. | Deportes Puerto Montt        | 14               | 4                | 24               | 8.4              | 1.6              | 10        | 25%         |
| 23. | San Marcos de Arica          | 3                | 3                | 8                | 1.8              | 1.2              | 3         | 12,5%       |
| 24. | San Luis                     | 1                | 11               | 34               | 0.6              | 4.4              | 5         | 10,8%       |
| 25. | Unión La Calera              | 7                | 0                | 34               | 4.2              | 0                | 4.2       | 6,9%        |
| 26. | Deportes Tocopilla           | 0                | 0                | 8                | 0                | 0                | 0         | 0%          |

     Permanece en Primera División para el 2019.
     Desciende a la Segunda División para el 2019.